# Genlisea
Genlisea es un género  con unas 21 especies de plantas carnívoras perteneciente a la familia Lentibulariaceae. Se encuentran en el África tropical, Madagascar, Centroamérica y Sudamérica. Las especies de Genlisea son las únicas plantas especializadas en protozoos a los que atraen de forma química. Darwin sugirió que eran plantas carnívoras, pero esto no fue verificado hasta 1998.
Son plantas terrestres o semi-acuáticas. Carecen de raíces. Consisten en un solo tallo con una pequeña roseta basal de hojas. Hay dos tipos de hojas, las que crecen sobre la superficie y las que están bajo el suelo; estas últimas carecen de clorofila, son blancas y están modificadas para atacar sus presas. Tienen varias a muchas flores en un tallo fino, formando inflorescencias. Son de color amarillo o púrpura.

## Especies
Subgénero Genlisea
- Genlisea africana
- Genlisea angolensis
- Genlisea aurea
- Genlisea barthlottii
- Genlisea filiformis
- Genlisea glabra
- Genlisea glandulosissima
- Genlisea guianensis
- Genlisea hispidula
- Genlisea margaretae
- Genlisea pallida
- Genlisea pygmaea
- Genlisea repens
- Genlisea roaraimensis
- Genlisea sanariapoana
- Genlisea stapfii
- Genlisea subglabra
- Genlisea taylorii

Subgénero Tayloria
- Genlisea lobata
- Genlisea uncinata
- Genlisea violacea